# 內克拉希
50°22′38″N 28°44′49″E / 50.37722°N 28.74694°E
內克拉希（羅馬化：Nekrashi）是烏克蘭北部的村莊，隸屬日托米爾州的日托米爾區。該村始建於1659年，面積2.17平方公里，海拔高度215米，2021年人口512，人口密度每平方公里273.69人。